# 南宁海关
中华人民共和国南宁海关是中华人民共和国设立在广西壮族自治区的进出关境监督管理机关，建于1951年10月9日。总关设在广西壮族自治区南宁市，下设13个处级海关，11个缉私分局，2个派住处级办事处。